# Chaetosciara brasiliana
Chaetosciara brasiliana är en tvåvingeart som först beskrevs av Lane 1959.  Chaetosciara brasiliana ingår i släktet Chaetosciara och familjen sorgmyggor. Inga underarter finns listade i Catalogue of Life.